# スマートオブジェクト.
スマートオブジェクト.(smart-object.)は長崎発のアイドルグループである。MD-prodcution所属。略称はスマオブ。2020年8月8日にデビューを宣言。

## 概要
長崎発のアイドルグループ。長崎では初となる本格派アイドルグループであり、コンセプトは「誰かのために。」
2020年に誕生したアイドルグループ。同年は新型コロナウイルスの影響で全国的にライブ等が自粛されていた為、2020年の春にお披露目ライブ(デビューライブ)を予定していたが全てを中止し１年間以上にわたってライブを自粛し続けた。
ライブを１度もする事なく、MVを4本リリースするなどの異例のスタイルで活動を行う。
2021年6月6日(日)にデビューライブを予定していたが、新型コロナウイルス対策の緊急事態宣言により振替公演となり、2021年6月13日(日)にライブデビューをようやく果たす。
楽曲の方向性はデビュー曲「Dear my friend」では坂道系のサウンドや歌詞を連想させるが、リリースをするたびにレゲエ調やヒップホップ調、ロック調など音楽のジャンルにとらわれない可能性を広げている。
のちにメンバー、門間るのわが「ミクスチャー系アイドル」と語っていた事からリリースされた楽曲意外にも多岐にわたるジャンルの楽曲がある事を示唆している。

【主な主催LIVE】

2020年8月8日　デビューシングルMV「Dear my friend」公開と共にデビューを宣言。

2021年6月13日 「ReaNity. vol.1」 初ライブ(お披露目) 長崎メルカつきまちホール

2021年10月27日　「ReaNity. vol.2」 長崎ホンダ楽器 アストロスペース 

2021年12月25日　「ReaNity. vol.3」 長崎ホンダ楽器 アストロスペース 

2022年5月1日　「ReaNity. vol.4」 長崎ホンダ楽器 アストロスペース

## スマートオブジェクト.の名前の由来
スマートオブジェクトとはプロデューサーがデザイナーである事からAdobeのPhotoshopのデータ形式に由来するもと思われる。
非破壊編集のできるデータ形式、画像データを大きくしても小さくしても劣化しないその特徴から、これから大きく成長し、有名になっていく中でも初心や大事にする物、コンセプトは変わらずにあり続けるというメッセージが込められている。

## 沿革

### 2020年
- 3月 長崎県内限定でメンバー募集　サンプル曲を公開「さくら」「Dear my friend」「ユメライオン」
- 5月 バイローカル長崎(未来の食券)の公式アンバサダーの就任
- 6月 バイローカル長崎 webCM公開　テーマソング「想いのカケラ」を公開
- 8月 「Dear my friend」でデビュー
- 9月 YOUTUBE番組『すまーと』に行こう! を投稿開始
- 9月　2ndシングル「想いのカケラ」をリリース
- 11月 3rdシングル「帰ろう歌」をリリース

### 2021年
- 4月 4thシングル「Color」をリリース
- 5月27日　長崎の大村市へ楽曲の収益を利用してマスク3000枚を寄贈
- 6月13日  お披露目ライブ 自主企画「ReaNity」長崎のメルカつきまちプラザホールで開催
- 10月27日　「ReaNity. vol.2」 長崎ホンダ楽器 アストロスペース

### 2024年
- 8月10日 朱羽あおい・門間るのわ・夢歌りある・美咲まのんが卒業。
- 9月19日 七架はなびが加入。

## メンバー
メンバーは現在5人。4人が長崎出身、1人が北海道出身でスマートオブジェクトに加入する為長崎に移住、年齢非公表。

### 朱羽 あおい (あかばね あおい)
10月21日生まれ・てんびん座。担当カラーは赤色。血液型A型。身長163cm。スマートオブジェクト.のリーダー。歌担当。主にラップパートや落ちサビなどを担当し、メンバーの中で一番歌唱力がある。
Youtube番組内では司会や進行をする事が多く、ツッコミ役としての役割も多い。
自称アニメオタクと公表しており、絵が得意であり、Twitterなどで度々、推しの絵を書いてアップしている。

### 門間 るのわ (もんま るのわ)
6月7日生まれ・ふたご座。担当カラーは青色。血液型B型。身長161cm。スマートオブジェクト.のセンター。産まれながらのアイドルと自称しており、自身もアイドルオタクを公言している。
声質が低く歌声は特徴的でスマートオブジェクト.の楽曲の印象を大きく差別化している。踊ってみたが大好きでYoutube番組内では独特の世界観を爆発させている。MVとの印象の違いからギャップと不思議な魅力を秘めている。

### 夢歌 りある (ゆめか りある)
9月3日生まれ・おとめ座。担当カラーは紫色。血液型O型。身長153cm。スマートオブジェクト.のダンス担当。MVでは度々、センターポジションにてパフォーマスンを行い高いクオリティのダンスを披露している。デビュー当時より長崎の今空をツイッター内でアップしており、お天気お姉さんとしての位置を確立している。メンバーから真面目で性格がよく、おっとりしていると言われるが実は黒帯の空手有段者で、武道女子である。

### 美咲 まのん (みさき まのん)
6月9日生まれ・ふたご座。担当カラーは黄色。血液型B型。身長161cm。元歌劇ザ・レビューハウステンボス娘役。幼い頃からバレエとピアノを学んでいてダンスと歌が得意。適度な心配性と謙虚な部分はあるが舞台に上がると性格がまったく変わる。

### 山桃 れん  (やまとう れん)
5月10日生まれ・おうし座。担当カラーはオレンジ。血液型ＡＢ型。166cm。北海道出身でありスマオブ.に入る為に長崎へ移住。
ファッションモデルやバンド活動などタレント、
アーティスト経験が豊富であり、スマオブ.の革命児として新しい風を吹き込む。
ファッションや美容にも精通しており、スマオブ.のビジュアルを底上げしてくれている。

## 作品
| 楽曲名         | リリース日     | クレジット | 形態              | その他 |
| -------------- | -------------- | --- | ----------------- | --- |
| Dear my friend | 2020年8月8日   | - 【作詞・作曲】 - 切江 優 - 【唄】 - 朱羽 あおい - 門間 るのわ - 夢歌 りある - 鳴海 るみか - 【振り付け】 - YU-CO(R-PROJECT) - 【サポートダンサー】 - ERINA(R-PROJECT) | インディーズ 配信 | iTunes Store J-Pop トップミュージックビデオ 日本 23位（2020年8月18日） ミュージックビデオ トップミュージックビデオ 日本 40位（2020年8月18日） |
| 想いのカケラ   | 2020年9月26日  | - 【作詞・作曲】 - 切江 優 - 【唄】 - 朱羽 あおい - 門間 るのわ - 夢歌 りある - 鳴海 るみか - 【振り付け】 - YU-CO(R-PROJECT)                                           | インディーズ 配信 | バイローカル長崎(コロナ禍の中で長崎の飲食店を応援) テーマソング                                                                               |
| 帰ろう歌       | 2020年11月28日 | - 【作詞・作曲】 - 切江 優 - 【唄】 - 朱羽 あおい - 門間 るのわ - 夢歌 りある - 鳴海 るみか - 【振り付け】 - YU-CO(R-PROJECT)                                           | インディーズ 配信 | |
| color          | 2021年4月10日  | 【作詞・作曲】 切江 優 【唄】 朱羽 あおい 門間 るのわ 夢歌 りある 【振り付け】 YU-CO(R-PROJECT) 【サポートダンサー】Rion                                                | インディーズ 配信 | |

## 出演

### その他
- 2020年 5月 バイローカル長崎の公式アンバサダーに就任

- 2021年 1月24日 長崎新聞にて『コロナ禍にありながら誕生したアイドル。長崎の明るいニュース』して取り上げられる

- 2021年 3月15日 NIB 長崎国際テレビ　news every.にて『注目のアイドル』として取り上げられる
- 2021年 5月27日 長崎県大村市に楽曲配信の売り上げでマスク3,000枚を寄付 大村ケーブルテレビ、長崎新聞に取り上げられる
- 2021年 6月2日 長崎新聞の芸能欄にて長崎の注目アーティストとして紹介される

## 関連

### 2020年に結成された主なアイドル
- NELN
- タイトル未定